# Camariñas

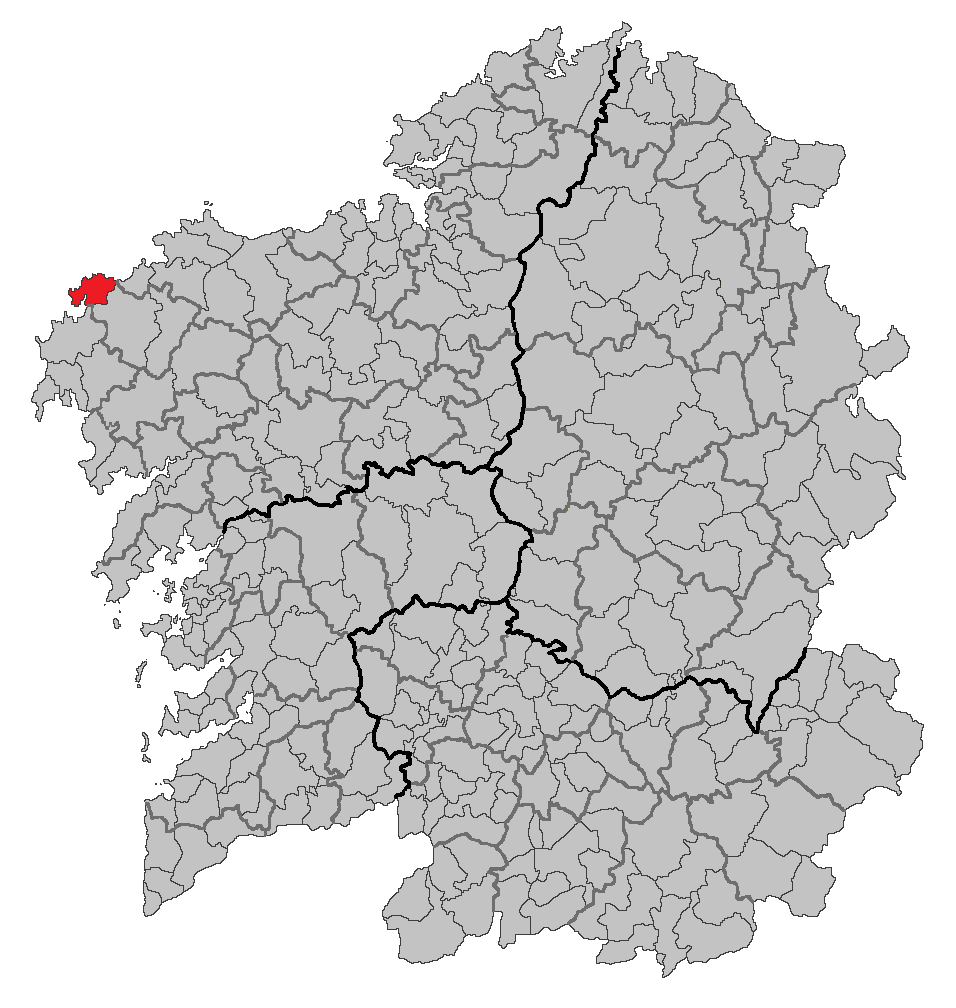
Localisation de Camariñas en Galice

Camariñas est une commune côtière et petit port de pêche de la province de La Corogne dans la communauté autonome de Galice, (Espagne). La petite ville est au centre de la Côte de la Mort (Costa da Morte, en galicien), et est située sur la ria homonyme.
La commune est composée de quatre paroisses : Camariñas (San Xurxo), Camelle (O Espírito Santo), A Ponte do Porto (San Pedro) et Xaviña (Santa María).

## Manfred Gnadinger
C'est sur la plage de la paroisse de Camelle qu'a vécu pendant une quarantaine d'années Manfred Gnadinger, ermite et sculpteur de l'art brut, et à qui s'intéressait le Land art. En novembre 2002, quand la marée noire du naufrage du pétrolier Prestige détruisit ses œuvres et tout l'écosystème alentour, Manfred sombra dans la mélancolie.
Touché au plus profond de lui : « Si l'on agresse mes œuvres c'est moi que l'on tue », il se laissa mourir peu de temps après la catastrophe et devint alors un symbole et martyr populaire en Galice, symbole aussi de la révolte populaire devant les mensonges de l'État et des médias espagnol.
Il avait créé son musée à Camelle, qu'il a légué à l'Espagne après sa mort, le vendredi 28 décembre 2002 (jour des Saints Innocents).

## Économie
Les principales activités économiques sont la pêche, une petite industrie de conserves, la pêche aux coquillages et l'artisanat de la dentelle. Un important parc éolien fonctionne au cap Vilán (Cabo Vilán).

## Jumelage
- La Turballe (France) depuis le 1er août 2017[1]